# Students Islamic Movement of India
Die Students Islamic Movement of India (SIMI) wurde im Umfeld der islamistischen Vereinigung Jamaat-e-Islami Hind (JIH) am 25. April 1977 in Aligarh, Uttar Pradesh, gegründet. Gründungspräsident war Mohammad Ahmadullah Siddiqi. Von Anbeginn an nahm SIMI militant islamistische und antiwestliche Standpunkte ein, propagierte den Dschihad und geriet schließlich in Konflikt mit der JIH-Führung. 1981 wurden die Verbindungen zwischen beiden Organisationen weitgehend gelöst, nachdem SIMI Demonstrationen gegen den Besuch des Palästinenserführers Jassir Arafat in Indien organisierte, den SIMI als „Marionette des Westens“ bezeichnete, während die Jamaat-Führung in ihm den legitimen Vertreter des palästinensischen Volkes sah. In einem Interview im Jahr 2008 bestritt Syed Jalaluddin Umari, der Präsident von JIH, dass SIMI jemals eine offizielle Organisation von JIH gewesen sei.

## Verbot
Am 27. September 2001 wurde SIMI durch die indische Zentralregierung unter den Prämissen des Unlawful Activities (Prevention) Act, 1967 für zwei Jahre verboten. Als Begründung wurden die „anti-nationalen und destabilisierenden Aktivitäten“ der SIMI und ihre „umstrittene Haltung zur nationalen Souveränität und Integrität der Indischen Union“ und die Verbindungen zu extremistischen islamistischen Gruppen genannt. Das Verbot wurde seitdem immer weiter fortgeschrieben, zuerst ab dem 27. September 2003 für weitere zwei Jahre. Am 8. Februar 2006 wurde ein erneutes zweijähriges Verbot ausgesprochen, das jedoch am 5. August 2008 durch den Delhi High Court wieder aufgehoben wurde, mit der Begründung, dass nicht genügend Gründe hierfür bestünden. Daraufhin rief die indische Regierung das Oberste Gericht an und dieses bestätigte das Verbot der Organisation für 4 Jahre bis zum 7. Februar 2012. Im Februar 2012 erfolgte eine erneute Verlängerung um zwei Jahre und am 6. Februar 2014 um weitere 5 Jahre bis Februar 2019.
Die SIMI wurde mit den Bombenanschlägen in Mumbai 2006 sowie mit einem Bombenanschlag auf den Shramjeevi-Express am 28. Juli 2005 in Verbindung gebracht. Es wird vermutet, dass SIMI ihre politischen Ziele trotz des offiziellen Verbots unter Deckmantel-Organisationen weiterbetreibt. Terroristische Aktivitäten werden von den ehemaligen SIMI-Führern bestritten.